# Gemünden (Main) (stacja kolejowa)
Gemünden (Main) (niem: Bahnhof Gemünden (Main)) – stacja kolejowa w Gemünden am Main, w powiecie Main-Spessart, w kraju związkowym Bawaria, w Niemczech.
Po ukończeniu budowy linii Hanower-Würzburg, stacja wcześniej była znacznym węzłem (kategoria 3), obecnie jest klasyfikowana do piątej kategorii (utrzymanie systemu tranzytowego). Nie było od tej pory całkowicie usług międzymiastowych na linii dużych prędkości. Do 2008 r. w harmonogramie były jeszcze pojedyncze pociągi InterCity, ale od tego czasu ruch dalekobieżny całkowicie został wstrzymany. Od 1 stycznia 2011 stacja jest przystosowywana do 4 kategorii.
| Gemünden (Main)                          |  |                                            |
| Linia Flieden – Gemünden (56,300 km)     |  |                                            |
| Rieneck                                  |  | 5,900                                      |
| Linia Main-Spessart-Bahn (37,800 km)     |  |                                            |
| Wernfeldodległość: 3,800 km              |  | Langenprozelten odległość: 3,200 km        |
| Linia Fränkische Saaletalbahn (0,000 km) |  |                                            |
|                                          |  | Gemünden-Kleingemünden odległość: 2,300 km |
| Linia Werntalbahn (39,700 km)            |  |                                            |
| Wernfeldodległość: 3,000 km              |  |                                            |